# Stora Tjärnsjön
Stora Tjärnsjön är en sjö i Marks kommun i Västergötland och ingår i Viskans huvudavrinningsområde.